# Кошава (филм)
„Кошава“ је југословенски филм из 1974. године. Режирао га је Драгослав Лазић, а сценарио је писао Милан Милићевић Ланго.
Југословенска кинотека у сарадњи са А1 и Центар филмом је дигиитално обновила филм. Свечана премијера дигитализоване копије jе одржана 29. јуна 2025 године.

## Радња
Двојица радника се враћају из иностранства и један од њих жели да нађе добар посао, а други да зарађује бавећи се шверцом. Између њих двојице нашла се млада жена, која је раније већ била са овим другим. Бежећи од човека који је за њу оличење зла, она узалуд покушава да нађе срећу и мир са оним првим.

## Улоге
| Глумац                   | Улога                      |
| ------------------------ | -------------------------- |
| Беким Фехмију            | Адам Миловановић           |
| Велимир Бата Живојиновић | Бели                       |
| Јован Јанићијевић Бурдуш | Адамов кум                 |
| Тања Бошковић            | Радмила Марјановић         |
| Азра Ченгић              |                            |
| Милена Дапчевић          | Вера                       |
| Иван Јонаш               | Станодавац                 |
| Ђорђе Јовановић          | Незапослени                |
| Љуба Ковачевић           | Директор обданишта         |
| Данило Лазовић           | Жика - радник на крану     |
| Предраг Мики Манојловић  | Брадоња - шверцер          |
| Гордана Марић            | Затворска чуварица         |
| Илија Михајловић         | Марко - Радмилин син       |
| Жика Миленковић          | Шеф градилишта             |
| Предраг Милинковић       | Верин муж                  |
| Татјана Миловановић      |                            |
| Павле Минчић             | Човек без стана            |
| Весна Пећанац            | Спремачица                 |
| Ђорђе Пура               | Шеф ресторана на броду     |
| Ратко Сарић              | Јоца Костић                |
| Никола Симић             | Ђура                       |
| Душан Тадић              | Незапослени                |
| Дарко Татић              |                            |
| Јосиф Татић              | Незапослени                |
| Рената Улмански          | Социјални радник у затвору |
| Радмила Живковић         | Келнерица                  |
| Беба Башчаревић          |                            |

## Занимљивости
Беким Фехмију је у време снимања купио поклон привезак за Тању Бошковић који јој је уручен 2013. године, после 40 година.